# Loose Heart
Loose Heart è un singolo del gruppo musicale polacco Riverside, pubblicato il 6 marzo 2004 come unico estratto dal primo album in studio Out of Myself.

## Tracce
Testi di Mariusz Duda, musiche dei Riverside.
1. Loose Heart (Radio Edit) – 3:50
2. Out of Myself – 3:44
3. In Two Minds – 4:36
4. Loose Heart (Album Version) – 4:48

## Formazione
Gruppo
- Piotr Grudzinski – chitarra
- Mariusz Duda – voce, basso, chitarra acustica
- Piotr Kozieradzki – batteria
- Jacek Melnicki – tastiera

Produzione
- Riverside – produzione
- Jacek Melnicki – registrazione
- Magda Srzedniccy – missaggio
- Robert Srzedniccy – missaggio
- Grzegorz Piwkowski – mastering

## Classifiche
| Classifica (2004) | Posizione massima |
| ----------------- | ----------------- |
| Polonia (radio)   | 17                |